# Valvoline
Valvoline («Валволин») — старейший производитель моторных масел, c 1950 года по 2016 год принадлежал Ashland Inc. Компания основана доктором Джоном Эллисом, который в 1866 году создал формулу смазочного масла на основе сырой нефти. В 1873 году масло было зарегистрировано под названием Valvoline в городе Бингемтон (штат Нью-Йорк). Штаб-квартира располагается в Лексингтоне, штат Кентукки.

## История
В 1866 году Джон Эллис изучал свойства сырой нефти в медицинских целях, но обнаружил, что очищенная сырая нефть обладает хорошими смазочными свойствами. В 1873 году Эллис зарегистрировал первую в США торговую марку моторного масла Valvoline.

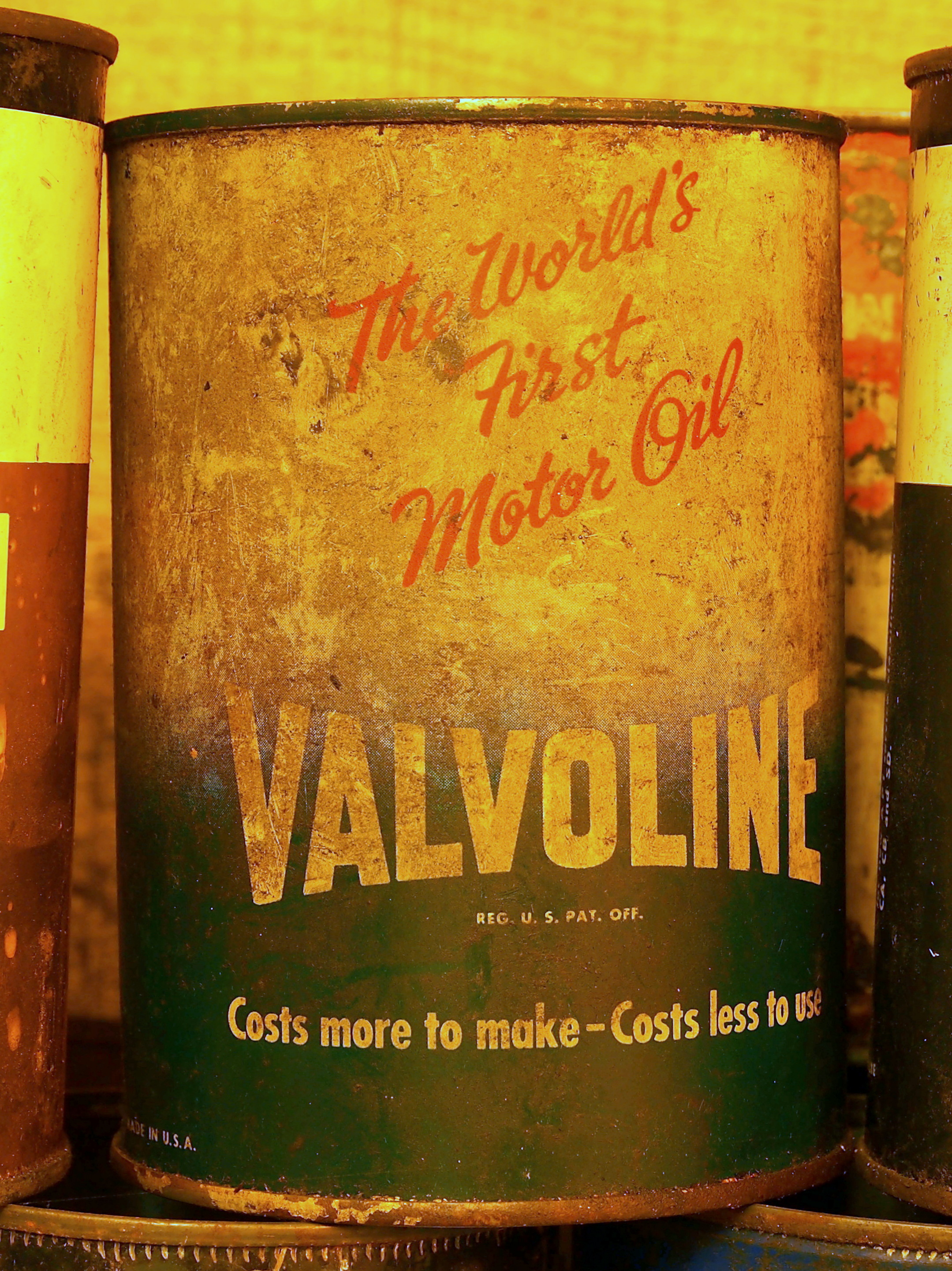
Банка первого в мире моторного масла

В 1950 году бренд был приобретен химической корпорацией Ashland. В 2016 году компания была выделена из корпорации Ashland и стала самостоятельной, её акции были размещены на Нью-Йоркской фондовой бирже.
В 2021 году была проведена реорганизация Valvoline, были сформированы два подразделения: сеть автомастерских в США Retail Services и международное производство и продажа смазочных масел Global Products. В августе 2022 года было достигнуто соглашение с нефтедобывающей компанией Saudi Aramco о продаже ей подразделения Global Products; сделка стоимостью 2,65 млрд долларов была завершена в начале 2023 года.

## Valvoline в США
В США Valvoline является крупным игроком на рынке смазочных материалов. В США также есть Valvoline Instant Oil Change (VIOC), сеть профессиональных станций экспресс-замены масла.

## Продукты
- Моторные масла
- Трансмиссионные масла
- Прочие смазки
- Охлаждающие жидкости/антифриз
- Тормозные жидкости
- Масла для гидроусилителей рулевого управления
- Присадки для двигателей
- Очищающие средства для ухода за автомобилем
- Автокосметика
- Смазки для подшипников
- Гидравлические масла
- Профессиональная серия автохимии
- Антикоррозионные материалы

## Спонсорство

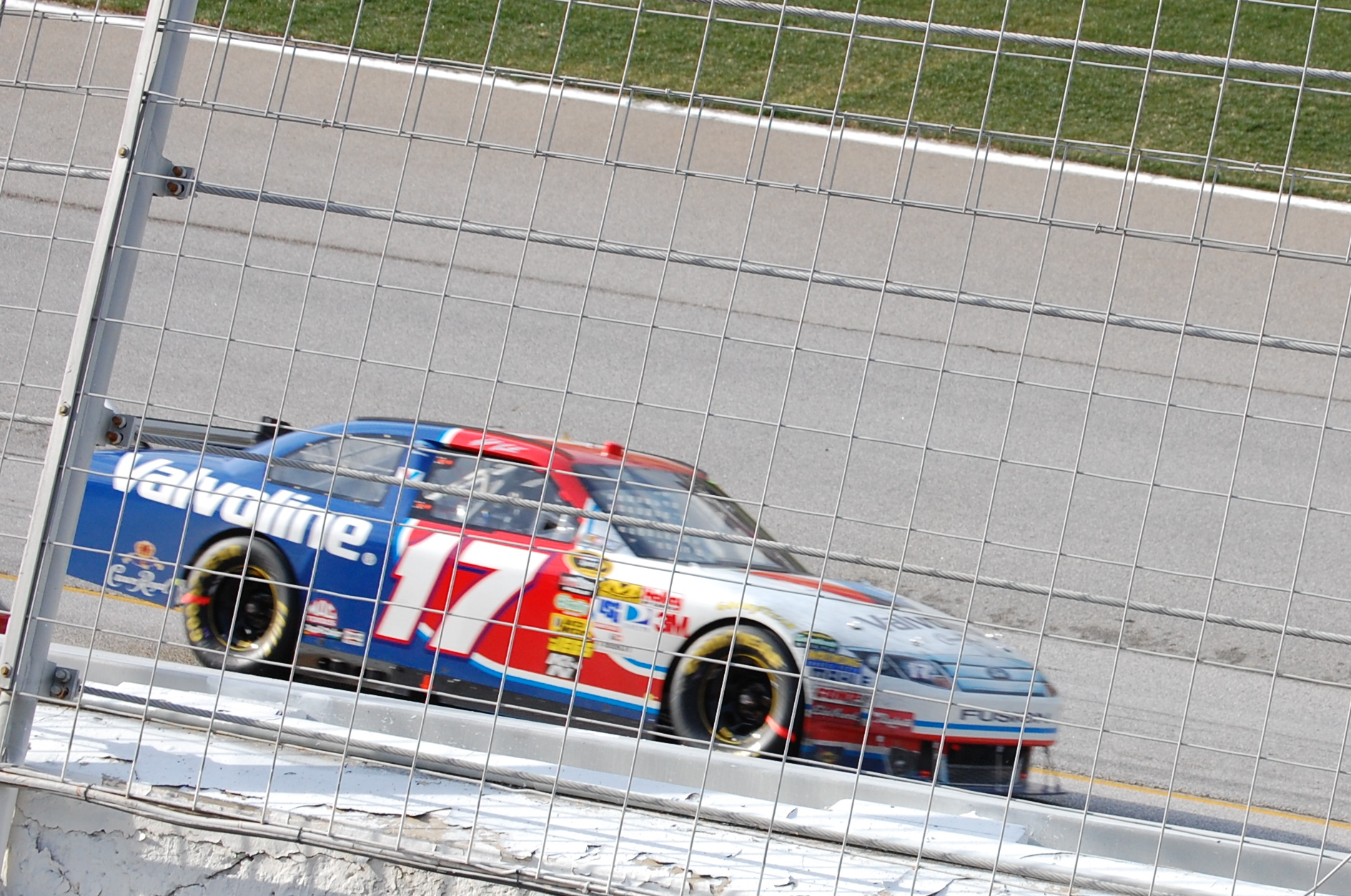
Автомобиль Мэтта Кенсета

Компания спонсирует различные спортивные мероприятия, команды и спортсменов, в частности, Скотта Риггса, Эй-Джея Олмендингера и Мэтта Кенсета, участвующих в гонках NASCAR. В 2013 году Valvoline объявил о партнерстве с гонщиком ФИА Уорлд Tоуринг Кар (WTCC) Томом Коронелом. Также бренд сотрудничает с трехкратным чемпионом BTCC Мэттом Нилом.